# کوروش سلیمانی
کوروش سلیمانی (زادهٔ ۳ مرداد ۱۳۵۲) بازیگر (سینما، تلویزیون و تئاتر) و کارگردان تئاتر اهل ایران است. وی پس از تحصیل در رشتهٔ علوم آزمایشگاهی در دانشگاه علوم پزشکی کرمانشاه و انجام خدمت سربازی، تحصیلات دانشگاهی خود در مقاطع کارشناسی کارگردانی تئاتر و کارشناسی ارشد ادبیات نمایشی را طی سالهای ۱۳۷۶ تا ۱۳۸۳ در پردیس هنرهای زیبای دانشگاه تهران ادامه داده و به پایان رساند.
سلیمانی فعالیت هنری خود در تئاتر و تلویزیون را از سال ۱۳۷۰ از شهر کرمانشاه و فعالیت خود در سینما را از سال ۱۳۷۸ با فیلم متولد ماه مهر آغاز کرد. او از سال‌های نخست فعالیت هنری خود، از اوایل دههٔ ۱۳۷۰ در ده‌ها نمایش، فیلم سینمایی، مجموعه تلویزیونی، تله تئاتر و فیلم تلویزیونی بازی کرده و تئاترهای متعددی را به عنوان کارگردان به صحنه آورده‌است.
سلیمانی که علاوه بر بازیگری و کارگردانی تئاتر، در زمینه طراحی صحنه و نویسندگی نیز فعالیت داشته، پس از اتمام تحصیلات به دعوت دانشگاه تهران، به مدت دو سال به عنوان دستیار استاد حمید سمندریان در پردیس هنرهای زیبا دروس تخصصی بازیگری_کارگردانی را تدریس کرده است. کورش سلیمانی از نوادگان الماسخان کندوله ای سراینده ی شاهنامه کردی بوده و در فاصلهٔ سالهای ۱۳۸۷ تا ۱۳۹۰ مجری و کارشناس برنامهٔ تلویزیونی سینما یک بوده است. در دهه هفتاد و هشتاد از وی مقالات و نقدهای بسیاری در نشریات تخصصی و در زمینه تئاتر منتشر شده‌ و در سالیان اخیر در جشنواره های تئاتری و سینمایی متعددی به عنوان داور حضور یافته است. کورش سلیمانی در سال ۱۴۰۲ از سوی هیئت مدیره انجمن بازیگران خانه سینما به عنوان نایب رییس این انجمن انتخاب شد.

## فیلم‌شناسی

### بازیگری تئاتر
- افسانه خروسخوان (غلامحسین لطفی ۱۳۷۱)
- رنج و گنج و رنج (نصرت اله سیافی ۱۳۷۶)
- کارت پستال (عبدالحسین ظاهری ۱۳۷۶)
- زنان صبرا و مردان شتیلا (قطب الدین صادقی ۱۳۷۶)
- آرش (قطب الدین صادقی ۱۳۷۷)
- خط عشق (قطب الدین صادقی ۱۳۷۸)
- هفت قبیلهٔ گمشده (قطب الدین صادقی ۱۳۷۹)
- تله تئاتر آدم‌های ماشینی (حسین مختاری ۱۳۸۹)
- بهار و آدم‌برفی (ناصح کامگاری ۱۳۹۰)
- مکبث (قطب الدین صادقی ۱۳۹۱)
- درخت بلوط (گروه نقشینه ۱۳۹۱)
- سردار مهر و ماه (حسین پارسایی ۱۳۹۱)
- قرارداد با مرگ (داریوش مودبیان ۱۳۹۲)
- مدریک (شهرام کرمی ۱۳۹۲)
- هفت پرده (میکاییل شهرستانی ۱۳۹۳)
- فاوست ++ (میلاد اکبرنژاد[۱] ۱۳۹۴)
- روال عادی (محمدرضا خاکی ۱۳۹۶)
- هملت و دن کیشوت (تاجبخش فناییان ۱۳۹۷)
- توافق‌نامه (کورش سلیمانی ۱۴۰۲)

### بازیگری سینما
- متولد ماه مهر (احمدرضا درویش ۱۳۷۸)
- اتوبوس شب (کیومرث پوراحمد ۱۳۸۵)
- یک گزارش واقعی (داریوش فرهنگ ۱۳۸۷)
- روزهای زندگی (پرویز شیخ طادی ۱۳۹۰)
- دوچ (امیر مشهدی عباس ۱۳۹۷)
- تیغ و ترمه (کیومرث پوراحمد ۱۳۹۷)
- راه شیری (علی جعفرآبادی ۱۴۰۱)
- سردباد (محمد اسماعیلی ۱۴۰۱)

### بازیگری تلویزیونی
- تله‌فیلم خون صلح (صحبت اله خدایاری _ رادیو تلویزیون مرکز کرمانشاه _ ۱۳۷۲)
- تله‌فیلم دایه کشور (صحبت اله خدایاری _ رادیو تلویزیون مرکز کرمانشاه _ ۱۳۷۳)
- تله‌فیلم تکیه بر باد (صحبت اله خدایاری _ رادیو تلویزیون مرکز کرمانشاه _ ۱۳۷۴)
- کوی دامون (عباس رنجبر - مجموعه تلویزیونی - ۱۳۷۸)
- حجر بن عدی (تاجبخش فناییان - مجموعه تلویزیونی - ۱۳۸۰)
- آواز مه (حسینعلی فلاح لیالستانی - مجموعه تلویزیونی - ۱۳۸۱)
- همسفران (علی ژکان و محسن محسنی نسب - مجموعه تلویزیونی - ۱۳۸۲)
- پایان پادشاهی (کاظم بلوچی _ مجموعه تلویزیونی - ۱۳۸۳)
- تلاطم (منوچهر هادی - فیلم تلویزیونی - ۱۳۸۴)
- نرگس (سیروس مقدم - مجموعه تلویزیونی- ۱۳۸۴)
- عبور از شب (اسماعیل فلاح پور - فیلم تلویزیونی - ۱۳۸۵)
- ماه قرمز (سعید ابراهیمی فر - فیلم تلویزیونی - ۱۳۸۵)
- گوشه نشینان (سیروس مقدم- فیلم تلویزیونی- ۱۳۸۵)
- دلشوره (مهرداد پوراحمد _ فیلم تلویزیونی _ ۱۳۸۶)
- تله‌فیلم کابوس (سیروس مقدم _ ۱۳۸۶)
- فیلم کوتاه بان لرزان (آرش رصافی - ۱۳۸۷)
- فاکتور هشت (رضا کریمی _ ۱۳۸۸)
- پرانتز باز (کیومرث پوراحمد - مجموعه تلویزیونی - ۱۳۸۸)
- نود دقیقه (محسن یوسفی _ فیلم تلویزیونی - ۱۳۸۸)
- اشلو (صادق پروین آشتیانی - فیلم تلویزیونی - ۱۳۸۸)
- آدم‌های ماشینی (کارل چاپک - حسین مختاری - تله تئاتر - ۱۳۸۹)
- سی‌امین روز (جواد افشار و پرویز شیخ طادی - مجموعه تلویزیونی - ۱۳۸۹)
- یک نفر دیگر (بهنام بهزادی - فیلم تلویزیونی - ۱۳۸۹)
- فیلم کوتاه آبی عمیق (مرجان اشرفی زاده- ۱۳۸۹)
- فیلم کوتاه پیاده‌روی بزرگ (نیما عباسپور - ۱۳۸۹)
- تله‌فیلم خراش (محمد حمزه ای _۱۳۹۰)
- تله‌فیلم سپیده (حسین آقا هرندی _ ۱۳۹۰)
- یک لحظه دیرتر (راما قویدل - مجموعه تلویزیونی - ۱۳۹۰)
- تله‌فیلم آواز مردمان خوب (صادق پروین آشتیانی _ ۱۳۹۰)
- تله‌فیلم ساعت به وقت صفر (احمد معظمی - ۱۳۹۰)
- تله‌فیلم از میان سایه‌ها (رهبر قنبری - ۱۳۹۱)
- به خاطر مونا (پیمان کوشایی - مجموعه تلویزیونی - ۱۳۹۱)
- پیدا و پنهان (آرش معیریان - مجموعه تلویزیونی - ۱۳۹۱)
- آسمان من (محمدرضا آهنج - مجموعه تلویزیونی - ۱۳۹۳)
- دوردست‌ها (جواد ارشاد - مجموعه تلویزیونی- ۱۳۹۴)
- سرزمین مادری (کمال تبریزی ۱۳۹۶–۱۳۹۵)
- شکوه یک زندگی (رضا بهشتی - مجموعه تلویزیونی - ۱۳۹۵)
- تنها در تهران (نوید میهن دوست - مجموعه تلویزیونی - ۱۳۹۶)
- وارش (مجموعه تلویزیونی) (احمد کاوری - ۱۳۹۸)
- خواب‌زده (سیروس مقدم - شبکه نمایش خانگی - ۱۳۹۸)
- ایلدا (راما قویدل - مجموعه تلویزیونی - ۱۳۹۹)
- بچه مهندس ۴ (احمد کاوری - مجموعه تلویزیونی - ۱۴۰۰)
- موج اول (امیر سجاد حسینی - مجموعه تلویزیونی - ۱۴۰۰)
- همه‌گیری (محمد صادق بکتاشیان - مجموعه تلویزیونی- ۱۴۰۱)
- ارتش سری (سعید ابوطالب - شبکه نمایش خانگی- ۱۴۰۱)
- ذهن زیبا (سید محمدرضا خردمندان -مجموعه تلویزیونی - ۱۴۰۲)
- مرهم (محمدرضا آهنج - مجموعه تلویزیونی- ۱۴۰۳)

### کارگردانی تئاتر
|    | نام نمایش                       | نویسنده         | کارگردان     | مکان و زمان                                   |
| -- | ------------------------------- | --------------- | ------------ | --------------------------------------------- |
| ۱  | پیک نیک در میدان جنگ            | فرناندو آرابال  | کورش سلیمانی | جشنواره دانشجویی ۱۳۷۸                         |
| ۲  | وعده گاه نهنگها                 | حمیدرضا نعیمی   | کورش سلیمانی | جشنواره تئاتر فجر _ تالار هنر ۱۳۷۸            |
| ۳  | چندوچون به چاه رفتن چوپان       | علیرضا نادری    | کورش سلیمانی | جشنواره دانشجویی _ تالار مولوی ۱۳۷۹           |
| ۴  | چای تلخ                         | علیرضا کلاهچیان | کورش سلیمانی | جشنواره بانوان _ تالار مولوی ۱۳۸۶             |
| ۵  | مسافران                         | محمد رحمانیان   | کورش سلیمانی | فرهنگسرای ارسباران _ ۱۳۸۹                     |
| ۶  | ناگهان پیت حلبی                 | امیرعلی نبویان  | کورش سلیمانی | تالار مولوی _ ۱۳۹۳                            |
| ۷  | ناگهان پیت حلبی (دوره دوم اجرا) | امیرعلی نبویان  | کورش سلیمانی | تماشاخانه سنگلج _ ۱۳۹۵                        |
| ۸  | فالومی                          | پیتر شیفر       | کورش سلیمانی | تالار مولوی _ ۱۳۹۶                            |
| ۹  | خرده نان                        | لویی کالافرت    | کورش سلیمانی | تئاتر شهر _ سالن سایه ۱۳۹۷                    |
| ۱۰ | سکوت سفید                       | تام استاپارد    | کورش سلیمانی | عمارت نوفل لوشاتو _ سالن یک ۱۳۹۸              |
| ۱۱ | فرودگاه، پرواز شماره ۷۰۷        | احمدرضا احمدی   | کورش سلیمانی | تماشاخانه ایرانشهر _ سالن استاد سمندریان ۱۴۰۰ |
| ۱۲ | توافق‌نامه                       | فیلیپ کلودل     | کورش سلیمانی | تماشاخانه ایرانشهر _ سالن استاد ناظرزاده ۱۴۰۲ |
| ۱۳ | توافق نامه (دوره دوم اجرا)      | فیلیپ کلودل     | کورش سلیمانی | تماشاخانه ملک _ ۱۴۰۳                          |
| ۱۴ | شک؛ یک تمثیل                    | جان پاتریک شنلی | کورش سلیمانی | تماشاخانه ایرانشهر _ سالن استاد سمندریان ۱۴۰۴ |